# Dallas Taylor
Pour les articles homonymes, voir Taylor.
Dallas Taylor est un batteur américain, né le 7 avril 1948 à Denver (Colorado) et mort le 18 janvier 2015 à Los Angeles (Californie), d'une pneumonie.
Taylor débute au sein de Clear Light (en). Il joue de la batterie pour Crosby, Stills, Nash and Young sur leurs deux premiers albums. Il accompagne Stephen Stills au début de sa carrière solo, puis au sein de Manassas.

## Biographie

### Jeunesse
Dallas Taylor naît à Denver et grandit à San Antonio. Inspiré par un film biographique consacré au batteur Gene Krupa, il apprend la batterie durant son enfance. Décidé à faire carrière en tant que musicien, il quitte le lycée à l'âge de seize ans,.

### Carrière
Taylor fait partie de Clear Light (en), un groupe de rock psychédélique signé par le label Elektra, avec lequel il enregistre un album. Il joue également pour John Sebastian,. Il est recruté par Crosby, Stills & Nash, participe à l'enregistrement de leur premier album, puis de Déjà vu, sur lequel le trio est rejoint par le canadien Neil Young. Taylor les accompagne également sur scène, notamment au festival de Woodstock en août 1969. Il est écarté du groupe en raison de sa consommation d'alcool et de drogues,.
Taylor participe à l'enregistrement de Songs for Beginners, premier album de Graham Nash. Le batteur accompagne Stephen Stills sur son premier album solo, puis au sein de Manassas, la formation fondée par ce dernier en 1971. En 1974, Taylor joue avec Van Morrison au festival de jazz de Montreux. Au cours des années 1970, il accompagne notamment le bluesman Paul Butterfield, Bill Wyman et Sammy Hagar. Dans les années 1990, il remonte sur scène avec les Bandaloo Doctors. Le groupe compte dans ses rangs Bonnie Bramlett, ancienne chanteuse de Delaney & Bonnie, et Jimmy Crespo, un ancien guitariste d'Aerosmith.

### Autres activités
Son autobiographie, intitulée Prisoner of Woodstock, paraît en 1994.

### Vie privée
La santé de Dallas Taylor se détériore et il tente de se suicider en 1984. Il déclare qu'il était alors plus connu pour sa toxicomanie que pour ses qualités de musicien (« I was more famous as a junkie than a drummer. »). Il parvient à se désintoxiquer, mais en 1990 son état de santé nécessite une greffe du foie. Un concert de bienfaisance est organisé pour financer son opération. Le batteur interrompt sa carrière et intervient en tant que conseiller auprès de personnes souffrant d'addiction. Taylor se marie à six reprises. Lorsqu'il subit une transplantation rénale en 2007, sa femme lui fait don d'un rein.
Il meurt le 18 janvier 2015 à 66 ans des complications d'une pneumonie et de problèmes rénaux.

## Discographie

### Collaborations
- 1967 : Clear Light (en), Clear Light
- 1969 : Crosby, Stills & Nash, Crosby, Stills & Nash
- 1970 : Crosby, Stills & Nash & Young, Déjà vu
- 1970 : Stephen Stills, Stephen Stills
- 1971 : Graham Nash, Songs for Beginners
- 1972 : Manassas, Manassas
- 1973 : Manassas, Down the Road

## Autobiographie
- (en) Prisoner of Woodstock, Thunder's Mouth Press, 1994, 242 p. (ISBN 978-1-56025-072-2)